# Dennis Rasmussen (Eishockeyspieler)
Dennis Rasmussen (* 3. Juli 1990 in Västerås) ist ein schwedischer Eishockeyspieler, der seit Juli 2024 erneut bei den Växjö Lakers aus der Svenska Hockeyligan (SHL) unter Vertrag steht und dort auf der Position des Centers spielt. Zuvor war Rasmussen unter anderem für die Chicago Blackhawks und Anaheim Ducks in der National Hockey League (NHL) aktiv, wo er zwischen 2015 und 2018 zu 142 Einsätzen kam.

## Karriere
Rasmussen durchlief die Nachwuchsabteilung des Klubs seiner Geburtsstadt, dem VIK Västerås HK. Dort spielte er bis zu den U20-Junioren in der J20 SuperElit, ehe ihm der Sprung in den Kader der ersten Mannschaft gelang. Für diese feierte er in der Saison 2008/09 sein Profidebüt in der zweitklassigen HockeyAllsvenskan. Kurz vor seinem 21. Geburtstag verließ der Stürmer im Sommer 2011 seinen Heimatklub und wechselte innerhalb Schwedens zum Erstligisten Växjö Lakers, für den er die folgenden drei Spielzeiten bis zum Sommer 2014 in der höchsten Spielklasse aufs Eis ging.
Der Stürmer hatte in der Zwischenzeit auch die Franchises der National Hockey League (NHL) auf sich aufmerksam gemacht, und so sicherten sich im Juni 2014 die Chicago Blackhawks die Dienste des ungedrafteten Schwedens für ein Jahr. Sie setzten ihn zunächst in der American Hockey League (AHL) ein, wo er für deren Farmteam Rockford IceHogs auflief. Im Sommer 2015 verlängerten sie seinen Vertrag nach überzeugenden Leistungen um ein Jahr. Im Verlauf der Saison 2015/16 gelang es dem Stürmer sein Debüt für Chicago in der NHL zu feiern und sich in der zweiten Saisonhälfte im Kader festzuspielen. Erneut verlängerten die Blackhawks den auslaufenden Vertrag bis zum Sommer 2017. Mit Beginn der Spielzeit 2016/17 gehörte er weiterhin fest zu Chicagos NHL-Kader.
Nach der Spielzeit 2016/17 erhielt Rasmussen keinen weiterführenden Vertrag in Chicago, sodass er sich im Juli 2017 als Free Agent den Anaheim Ducks anschloss. Dort kam der Angreifer allerdings nicht mehr regelmäßig in der NHL zum Einsatz, sodass man sich im Februar 2018 auf eine Auflösung seines Vertrags einigte und er anschließend in seine Heimat zu den Växjö Lakers zurückkehrte. Mit den Lakers gewann er am Saisonende erstmals in seiner Karriere die schwedische Meisterschaft. Nach diesem Erfolg wechselte er in die Kontinentale Hockey-Liga zum HK Metallurg Magnitogorsk, wo er drei Spielzeiten lang bis zum Frühjahr 2021 aktiv war. Anschließend zog es ihn im Juni 2021 zum Schweizer Traditionsklub HC Davos aus der National League. Dort spielte der Schwede ebenfalls drei Jahre und gewann mit dem Team während dieser Zeit die 95. Auflage des traditionsreichen Spengler Cups. Im Sommer 2024 kehrte der Schwede abermals in sein Heimatland und zu den Växjö Lakers zurück.

### International
Für sein Heimatland spielte Rasmussen im Juniorenbereich bei der U20-Junioren-Weltmeisterschaft 2010 und gewann mit der Mannschaft dort die Bronzemedaille. Selbiges gelang ihm vier Jahre später im Seniorenbereich bei der Weltmeisterschaft 2014 in der belarussischen Hauptstadt Minsk. Des Weiteren lief der Stürmer bei den Weltmeisterschaften 2019 in der Slowakei und 2021 in der lettischen Hauptstadt Riga für die Tre Kronor auf.

## Erfolge und Auszeichnungen
- 2018 Schwedischer Meister mit den Växjö Lakers
- 2023 Spengler-Cup-Gewinn mit dem HC Davos
- 2023 Topscorer des Spengler Cups
- 2023 Spengler Cup All-Star-Team

### International
- 2010 Bronzemedaille bei der U20-Junioren-Weltmeisterschaft
- 2014 Bronzemedaille bei der Weltmeisterschaft

## Karrierestatistik
Stand: Ende der Saison 2024/25

### International
Vertrat Schweden bei:
- U20-Junioren-Weltmeisterschaft 2010
- Weltmeisterschaft 2014
- Weltmeisterschaft 2019
- Weltmeisterschaft 2021

(Legende zur Spielerstatistik: Sp oder GP = absolvierte Spiele; T oder G = erzielte Tore; V oder A = erzielte Assists; Pkt oder Pts = erzielte Scorerpunkte; SM oder PIM = erhaltene Strafminuten; +/− = Plus/Minus-Bilanz; PP = erzielte Überzahltore; SH = erzielte Unterzahltore; GW = erzielte Siegtore; 1 Play-downs/Relegation; Kursiv: Statistik nicht vollständig)